# Resolutie 1839 Veiligheidsraad Verenigde Naties
Resolutie 1839 van de Veiligheidsraad van de Verenigde Naties werd unaniem aangenomen op 9 oktober 2008. Op aanraden van secretaris-generaal Ban Ki-moon verlengde men de UNOMIG-waarnemingsmissie in de Georgische regio Abchazië met vier maanden, nadat eerder dat jaar om de regio Zuid-Ossetië een conflict was uitgebroken, dat over was geslagen naar Abchazië.

## Achtergrond
Op de golf van opkomend onafhankelijkheidsstreven van Georgië uit de Sovjet-Unie tegen het einde van de jaren 1980, streefde de Abchazische minderheid in de Abchazische autonome republiek de onafhankelijkheid na, uit angst de autonomie in Georgië te verliezen. Het leidde tot etnische spanningen met de Georgiërs, die in Abchazië de grootste bevolkingsgroep waren.
In 1992 kwam het tot een gewapend conflict, waarbij ook Rusland betrokken raakte, dat het voor de Abchaziërs opnam. Begin 1993 braken zware gevechten uit om de Abchazische hoofdstad Soechoemi. In de zomer van 1993 werd een staakt-het-vuren afgesproken en werd de UNOMIG-waarnemingsmissie opgericht. De val van Soechoemi in september 1993 leidde tot grootschalige etnische zuiveringen tegen de Georgische gemeenschap.

### Uitbraak conflict in 2008
Begin augustus 2008 braken in de eveneens naar onafhankelijkheid strevende regio Zuid-Ossetië gevechten uit. Een groot offensief van het Georgische leger werd beantwoord met een Russische invasie, via zowel Zuid-Ossetië als Abchazië. Vijf dagen later staakte Rusland de gevechten na Europese bemiddeling terug en gingen waarnemers van de EUMM-missie vanaf 1 oktober 2008 toezien op naleving van de gemaakte afspraken.

## Inhoud
De Veiligheidsraad:
- Roept in herinnering al haar relevante resoluties inclusief resolutie 1808 van 15 april 2008 (S/RES/1808);
- Neemt kennis van de rapporten van secretaris-generaal Ban Ki-moon van 28 juli (S/2008/480) en 3 oktober (S/2008/631);

1. Besluit tot verlenging van het mandaat van de missie van de Verenigde Naties met een nieuwe periode eindigend op 15 februari 2009;
2. Besluit om actief betrokken te blijven bij deze zaak;

## Verwante resoluties
- Resolutie 1781 Veiligheidsraad Verenigde Naties (2007)
- Resolutie 1808 Veiligheidsraad Verenigde Naties
- Resolutie 1866 Veiligheidsraad Verenigde Naties (2009)

Lijst ·  1795 ·  1796 ·  1797 ·  1798 ·  1799 ·  1800 ·  1801 ·  1802 ·  1803 ·  1804 ·  1805 ·  1806 ·  1807 ·  1808 ·  1809 ·  1810 ·  1811 ·  1812 ·  1813 ·  1814 ·  1815 ·  1816 ·  1817 ·  1818 ·  1819 ·  1820 ·  1821 ·  1822 ·  1823 ·  1824 ·  1825 ·  1826 ·  1827 ·  1828 ·  1829 ·  1830 ·  1831 ·  1832 ·  1833 ·  1834 ·  1835 ·  1836 ·  1837 ·  1838 ·  1839 ·  1840 ·  1841 ·  1842 ·  1843 ·  1844 ·  1845 ·  1846 ·  1847 ·  1848 ·  1849 ·  1850 ·  1851 ·  1852 ·  1853 ·  1854 ·  1855 ·  1856 ·  1857 ·  1858 ·  1859